# Rémanent
En sylviculture, les rémanents sont les restes de branches ou de troncs mal conformés abandonnés en forêt par les bûcherons et les agriculteurs pour leur faible valeur commerciale, pour éviter le surpâturage dans l'élevage sylvopastoral ou pour des raisons écologiques (le bois mort étant nécessaire pour la production de l'humus forestier, du cycle du carbone, et les équilibres écologiques). Ils peuvent constituer de 25 % à 50 % de la partie aérienne de l'arbre, soit un volume non négligeable lors de l'exploitation notamment quand elle se fait en coupe rase.

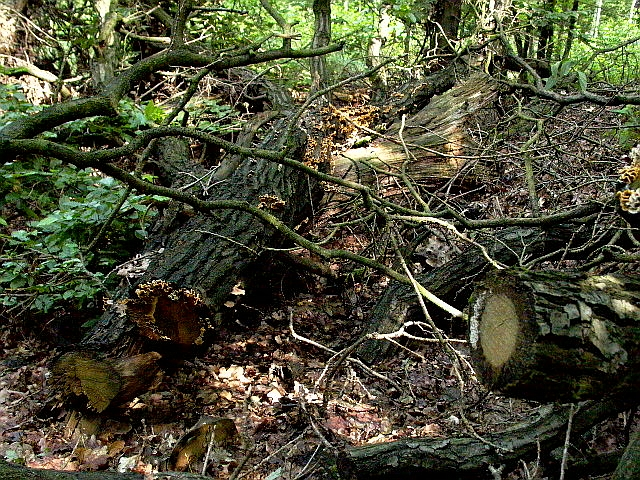
Les rémanents sont les bois laissés sur place par les bûcherons et les agriculteurs.

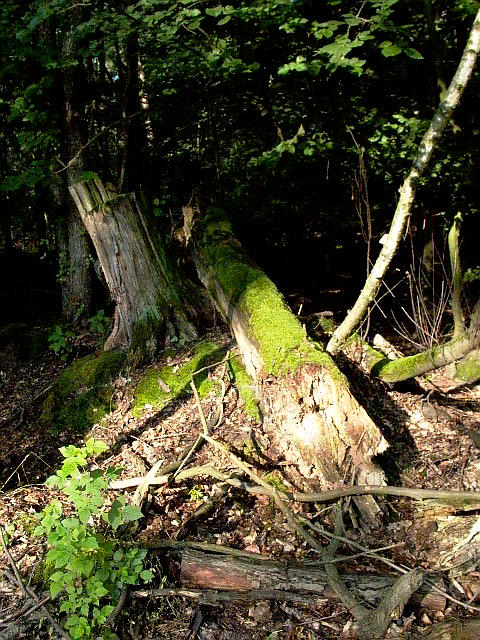
Les rémanents sont peu à peu colonisés par des cortèges d'espèces saproxylophages qui les décomposeront.

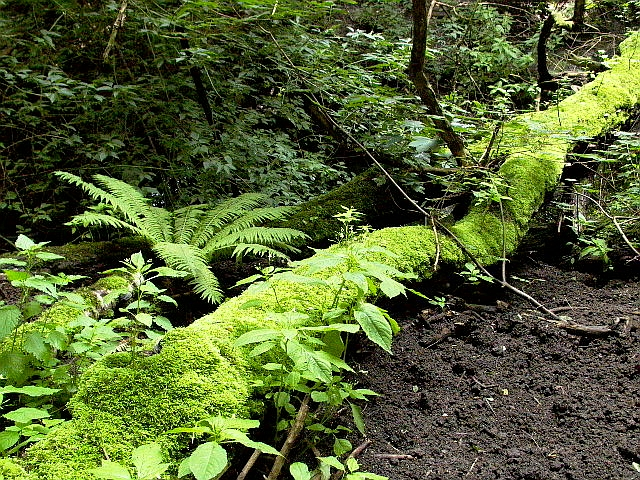
Ils contribuent à l'entretien des sols et du riche humus forestier, ainsi qu'au puits de carbone du sol.

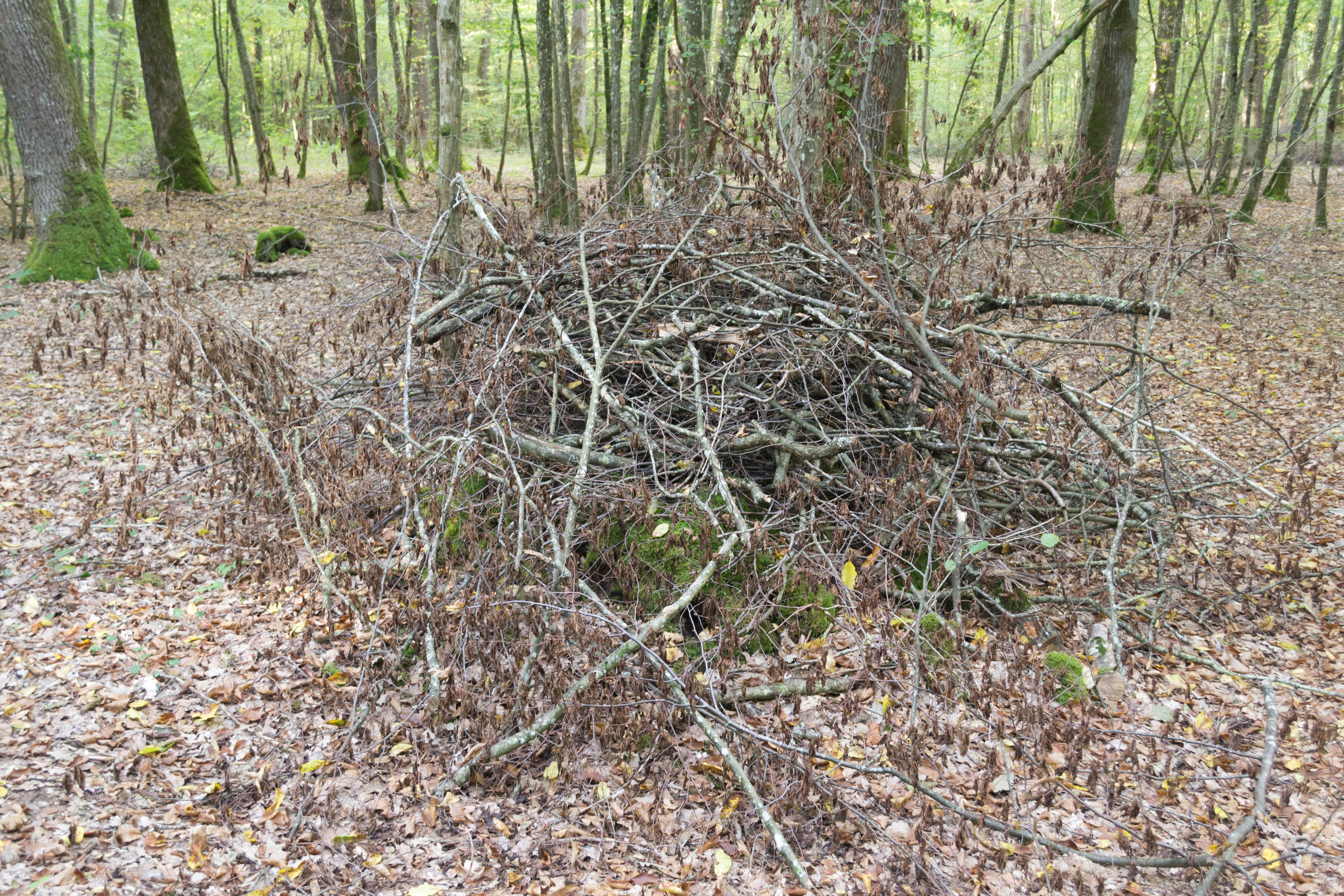
Les consignes donnés aux bûcherons en 2020 en France sont généralement de laisser les rémanents étalés au sol, mais certains, notamment les affouagistes, estiment que le parterre de coupe est plus propre en les entassant qu’en les laissant étalés.

## Usages
Actuellement ces produits sont le plus souvent considérés par les sylviculteurs et marchands de bois comme des déchets. 
Dans les pays ou régions pauvres, ce « petit bois » est souvent ramassé par les femmes et les enfants comme bois de feu ou, en partie, pour alimenter les animaux (volailles, cochons, bovins, moutons).
La partie raméale des rémanents peut servir à faire du « bois raméal fragmenté », utilisé pour améliorer, entretenir ou restaurer la qualité de sols (cultivés ou à protéger de l'érosion), ou pour des produits agricoles autres que le bois telles que les truffes.

Dans les pays riches, les rémanents sont généralement laissés en forêt après les coupes. Parfois, pour les feuillus, ils sont broyés pour en faire des copeaux ou plaquettes forestières utilisées comme « bois énergie » pour alimenter des chaudières fonctionnant au bois. Les résineux posent problème à cause de la résine fraîche qui encrasse les outils et machines.
Diverses expériences ont été tentées pour transformer les rémanents en charbon de bois, en compost, en paillis, mais elles sont généralement limitées par le manque de rentabilité de ces opérations nécessitant une main d'œuvre importante. De plus, il est apparu qu'il est important de conserver un stock de bois mort en forêt, pour la santé même de la forêt.

## Gestion et perception des rémanents en forêt
La gestion des rémanents évolue dans l'espace et dans le temps. Elle traduit à la fois des traditions, des présupposés culturels et une évolution de la connaissance. 

En Europe, après une longue période tolérant leur collecte par les riverains pour le bois de feu (dont fabrication de fagots) la tendance hygiéniste du XIXe siècle a conféré à ces rémanents une mauvaise réputation ; on les a imaginé source de problèmes sanitaires (infestations par des scolytes…) et d'incendie. Si les romantiques du XIXe siècle appréciaient les entrelacs de bois morts de tous âges, au point de faire classer la partie la plus sauvage de la forêt de Fontainebleau pour sa naturalité… Au XXe siècle, une forêt « bien gérée » se devait au contraire de paraître « propre » et « entretenue ».
Dans les forêts plus ouvertes et sèches, un usage qui semble récent (et certains règlements locaux, en zone sèche) impose le nettoyage ou regroupement en andains, notamment dans les allées anti-feu. Ailleurs on les brûlait (c'est maintenant souvent interdit en raison des risques d'incendies de forêts). 
Dans tous les cas, le mode de traitement des rémanents peut avoir un impact écologique significatif à important sur la qualité future des sols, et sur la qualité de l'eau (pertes, par lixiviation des nutriments qui étaient contenus dans les branches, souches et feuilles).

### Évolutions récentes
Les rémanents ont aujourd'hui une image paradoxale, à la fois négative (gêne pour les déplacements) et positive (pour la biodiversité ou pour la filière bois-énergie, deux objectifs qui peuvent se contredire.

En tant que bois mort, ils sont de plus en plus considérés comme utiles, voire au moins pour partie indispensables pour l'écosystème forestier, mais posent des problèmes sylvicoles spécifiques qui font que les modèles de bonnes pratiques ne sont pas encore fixés pour leur gestion. Diverses stratégies sont mises en œuvre par le sylviculteur et l'exploitant pour tenir compte des problèmes suivants : 
- ils rendent l'accès des petits engins difficiles dans les parcelles fraichement coupées, en cachant par exemple certains accidents de terrain, mais inversement, ils sont aussi utilisés pour régulariser des sols irréguliers ou permettre aux engins de franchir des zones boueuses ou ruisseaux ;
- ils rendent difficile la marche sur le sol après les coupes rases, pour les ouvriers forestiers (dont ceux qui doivent s'occuper de la régénération), mais aussi pour les chasseurs (qui louent le droit de chasse et n'apprécient pas toujours que le gibier s'y cache et y soit plus difficile à traquer et à tirer.
- ils rendent difficiles les techniques de régénération artificielle par plantations de plants issus de pépinière (et moindrement le semis direct).
- ils sont souvent entassés dans les creux, les trous d'eau, ornières et autres zones boueuses, anciens trous d'obus, et parfois sur les petits cours d'eau (pour y permettre le passage d'engins en limitant l'orniérage), mais tendent alors à polluer l'eau de surface et homogénéiser les paysages.

Parfois, ils sont broyés dans un broyeur tracté et amenés dans les parcelles (surcoût non négligeable, pour partie remboursé par leur éventuelle valorisation en bois de chauffage ou paillis).

## Intérêt écologique
Depuis les années 1980, diverses études ont montré qu'ils peuvent jouer un rôle écologique important comme substitut au bois mort naturel,, à condition de ne pas être trop rassemblés en andain ; leur connectivité est gage d'une colonisation plus rapide, riche et complète par les cortèges saproxylophages. Ils sont alors rapidement recyclés dans l'écosystème en améliorant la qualité de l'humus forestier.
L'état de surface d'une coupe forestière constitue, avec la mise en lumière, un facteur de diversification de la végétation très important. Les zones perturbées ont une végétation très diversifiée mais peu forestière, composée d’espèces anémophiles. Les zones intactes sont moins diversifiées mais plus forestières, alors que les zones à rémanents possèdent la végétation la plus proche de celle des zones de référence non exploitées.

## Autres sens

### Astronomie
Voir rémanent de supernova
Littérature:
Rémanents est également un roman de science fiction écrit par Frédéric Mentore et publié en juin 2025.